# Liste der Kulturgüter in Dietlikon
Die Liste der Kulturgüter in Dietlikon enthält alle Objekte in der Gemeinde Dietlikon im Kanton Zürich, die gemäss der Haager Konvention zum Schutz von Kulturgut bei bewaffneten Konflikten, dem Bundesgesetz vom 20. Juni 2014 über den Schutz der Kulturgüter bei bewaffneten Konflikten sowie der Verordnung vom 29. Oktober 2014 über den Schutz der Kulturgüter bei bewaffneten Konflikten unter Schutz stehen.
Es sind weder Objekte der Kategorie A, noch Objekte der Kategorie B im Gemeindegebiet ausgewiesen, Objekte der Kategorie C fehlen zurzeit (Stand: 1. Januar 2022). Unter übrige Baudenkmäler sind weitere geschützte Objekte zu finden, die im Verzeichnis der Objekte von überkommunaler Bedeutung der kantonalen Denkmalpflege zu finden und nicht bereits in der Liste der Kulturgüter enthalten sind.

## Übrige Baudenkmäler
| ID       | Foto |                 | Objekt                                    | Kat.   | Typ | Standort                          | Beschreibung |
| -------- | ---- | --------------- | ----------------------------------------- | ------ | --- | --------------------------------- | ------------ |
| 05400043 | ja   | Datei hochladen | Bauernhaus                                | B reg. | G   | Dorfstrasse 14 688885 / 253506    |              |
| 05400051 | ja   | Datei hochladen | Kirchgemeindehaus                         | B reg. | G   | Dorfstrasse 13 688876 / 253480    |              |
| 05400062 | ja   | Datei hochladen | Reformierte Kirche                        | B reg. | G   | Oberdorfstrasse 2 688800 / 253419 |              |
| 05400063 |      | Datei hochladen | Reformiertes Pfarrhaus                    | B reg. | G   | Schulgasse 4 688826 / 253407      |              |
| 05400064 |      | Datei hochladen | Ehemaliges Waschhaus                      | B reg. | G   | bei Schulgasse 4 688830 / 253420  |              |
| 05400074 | ja   | Datei hochladen | Bibliotheksgebäude (ehemaliges Schulhaus) | C      | G   | Schulgasse 2 688868 / 253417      |              |
| 05400082 |      | Datei hochladen | Schulhaus Dorf, Trakt 1 (1952-56)         | B reg. | G   | Dorfstrasse 4 688916 / 253390     |              |
| 05400087 |      | Datei hochladen | Turnhalle Dorf (1959/60)                  | B reg. | G   | Dorfstrasse 2 688973 / 253373     |              |
| 05400201 |      | Datei hochladen | Friedhof                                  | B reg. | G   | Riedenerstrasse 688526 / 252965   |              |

Hinweise zur Legende in dieser Liste:
- Anstelle der KGS-Nummer wird als Objekt-Identifikator (ID) die Inventarnummer im Verzeichnis der Objekte von überkommunaler Bedeutung des kantonalen Denkmalschutzamtes verwendet.
- Bei den Kategorien wird wie folgt unterschieden: B kant. = Objekt von kantonaler Bedeutung (Kanton Zürich); B reg. = Objekt von regionaler Bedeutung (Kanton Zürich)